# Gerhard Tepe
Johann Gerhard Heinrich Tepe (* 5. November 1863 in Großenging bei Lindern (Oldenburg); † 26. Mai 1922 in Vechta) war ein deutscher katholischer Priester und für wenige Tage vor seinem Tod Bischöflicher Offizial des oldenburgischen Teils der Diözese Münster mit Dienstsitz in Vechta.

## Lebensweg
Tepe wurde als Sohn von Johann Heinrich Tepe und dessen Ehefrau Maria Catharina geb. Plümper im katholisch geprägten Oldenburger Münsterland geboren. Er besuchte das Gymnasium Antonianum Vechta. Ab 1885 studierte er Theologie an der Akademie in Münster. Dort empfing er am 25. Juni 1889 die Priesterweihe. 1890 war er zunächst Kaplan in Vestrup, Goldenstedt und Essen in Oldenburg. 1891 wechselte er in gleicher Stellung nach Carum. Im Herbst 1895 wurde er Präses des soeben fertiggestellten Antonius-Konviktes in Vechta, dessen Leitung er bis 1910 innehatte. Von 1900 bis 1910 war er auch als Lehrer am Gymnasium in Vechta tätig. Von 1910 bis 1922 wirkte er als Pfarrer in Löningen. Am 23. März 1922 wurde Tepe zum Bischöflichen Offizial der Diözese Münster im Freistaat Oldenburg ernannt und am 16. Mai in sein Amt eingeführt. Zehn Tage später starb er bereits an einer akuten Nierenentzündung. Ihm folgte Lambert Meyer im Amt als Bischöflicher Offizial.